# Polonia ai XXII Giochi olimpici invernali
La Polonia ha partecipato ai XXII Giochi olimpici invernali svoltisi dal 7 al 23 febbraio 2014 a Soči in Russia, con una delegazione composta da 58 atleti, di cui 35 uomini e 23 donne, impegnati in 11 discipline. Il bottino è stato di quattro medaglie d'oro, una d'argento e una di bronzo, che hanno fruttato l'undicesimo sesto posto nel medagliere complessivo per nazioni. I migliori risultati sono venuti nel salto con gli sci dove la Polonia ha ottenuto il primo posto nel medagliere alla pari con la Germania, grazie alle due vittorie di Kamil Stoch. Portabandiera alla cerimonia d'apertura è stato il bobbista Dawid Kupczyk, alla sua quarta Olimpiade.

## Medaglie

### Medagliere per discipline
| Sport                   | Oro | Argento | Bronzo | Totale |
| ----------------------- | --- | ------- | ------ | ------ |
| Salto con gli sci       | 2   | 0       | 0      | 2      |
| Pattinaggio di velocità | 1   | 1       | 1      | 3      |
| Sci di fondo            | 1   | 0       | 0      | 1      |
| Totale                  | 4   | 1       | 1      | 6      |

### Medaglie d'oro
| Medaglia | Nome              | Sport                   | Evento             |
| -------- | ----------------- | ----------------------- | ------------------ |
| Oro      | Kamil Stoch       | Salto con gli sci       | Trampolino normale |
| Oro      | Kamil Stoch       | Salto con gli sci       | Trampolino lungo   |
| Oro      | Zbigniew Bródka   | Pattinaggio di velocità | 1500 m maschile    |
| Oro      | Justyna Kowalczyk | Sci di fondo            | 10 km TC           |

### Medaglie d'argento
| Medaglia | Nome                                                                          | Sport                   | Evento                           |
| -------- | ----------------------------------------------------------------------------- | ----------------------- | -------------------------------- |
| Argento  | Katarzyna Bachleda-Curuś Natalia Czerwonka Luiza Złotkowska Katarzyna Woźniak | Pattinaggio di velocità | Inseguimento a squadre femminile |

### Medaglie di bronzo
| Medaglia | Nome                                              | Sport                   | Evento                          |
| -------- | ------------------------------------------------- | ----------------------- | ------------------------------- |
| Bronzo   | Zbigniew Bródka Konrad Niedźwiedzki Jan Szymański | Pattinaggio di velocità | Inseguimento a squadre maschile |